# UEFA Champions League 2021-2022 (fase a gironi)
La fase a gironi della UEFA Champions League 2021-2022 si è disputata tra il 14 settembre e il 9 dicembre 2021. Hanno partecipato a questa fase della competizione 32 club: 16 di essi si sono qualificati alla successiva fase a eliminazione diretta, che condurrà alla finale di Saint-Denis del 28 maggio 2022.

## Date
| Fase          | Sorteggio                                 | Turno            | Data                 |
| ------------- | ----------------------------------------- | ---------------- | -------------------- |
| Fase a gironi | 26 agosto 2021, ore 18:00 CEST (Istanbul) | Prima giornata   | 14-15 settembre 2021 |
| Fase a gironi | 26 agosto 2021, ore 18:00 CEST (Istanbul) | Seconda giornata | 28-29 settembre 2021 |
| Fase a gironi | 26 agosto 2021, ore 18:00 CEST (Istanbul) | Terza giornata   | 19-20 ottobre 2021   |
| Fase a gironi | 26 agosto 2021, ore 18:00 CEST (Istanbul) | Quarta giornata  | 2-3 novembre 2021    |
| Fase a gironi | 26 agosto 2021, ore 18:00 CEST (Istanbul) | Quinta giornata  | 23-24 novembre 2021  |
| Fase a gironi | 26 agosto 2021, ore 18:00 CEST (Istanbul) | Sesta giornata   | 7-8-9 dicembre 2021  |

## Squadre
| Legenda                                                                                       |
| --------------------------------------------------------------------------------------------- |
| Primi e secondi classificati (agli ottavi di finale della fase a eliminazione diretta)        |
| Terzi classificati (agli spareggi della fase a eliminazione diretta della UEFA Europa League) |
| Quarti classificati (eliminati)                                                               |

| Squadre          | Coeff   |
| Urna 1           | Urna 1  |
| ---------------- | ------- |
| Chelsea          | 98.000  |
| Villarreal       | 63.000  |
| Atlético Madrid  | 115.000 |
| Manchester City  | 125.000 |
| Bayern Monaco    | 134.000 |
| Inter            | 53.000  |
| Lilla            | 14.000  |
| Sporting Lisbona | 45.500  |

| Squadre             | Coeff   |
| Urna 2              | Urna 2  |
| ------------------- | ------- |
| Real Madrid         | 127.000 |
| Barcellona          | 122.000 |
| Juventus            | 120.000 |
| Manchester Utd      | 113.000 |
| Paris Saint-Germain | 113.000 |
| Liverpool           | 101.000 |
| Siviglia            | 98.000  |
| Borussia Dortmund   | 90.000  |

| Squadre               | Coeff  |
| Urna 3                | Urna 3 |
| --------------------- | ------ |
| Porto                 | 87.000 |
| Ajax                  | 82.500 |
| Šachtar               | 79.000 |
| RB Lipsia             | 66.000 |
| Salisburgo            | 59.000 |
| Benfica               | 58.000 |
| Atalanta              | 50.500 |
| Zenit San Pietroburgo | 50.000 |

| Squadre          | Coeff  |
| Urna 4           | Urna 4 |
| ---------------- | ------ |
| Beşiktaş         | 49.000 |
| Dinamo Kiev      | 47.000 |
| Club Bruges      | 35.500 |
| Young Boys       | 35.000 |
| Milan            | 31.000 |
| Malmö FF         | 18.500 |
| Wolfsburg        | 14.714 |
| Sheriff Tiraspol | 14.500 |

## Sorteggio
| Gruppo | 1ª fascia        | 2ª fascia           | 3ª fascia             | 4ª fascia        |
| ------ | ---------------- | ------------------- | --------------------- | ---------------- |
| A      | Manchester City  | Paris Saint-Germain | RB Lipsia             | Club Bruges      |
| B      | Atlético Madrid  | Liverpool           | Porto                 | Milan            |
| C      | Sporting Lisbona | Borussia Dortmund   | Ajax                  | Beşiktaş         |
| D      | Inter            | Real Madrid         | Šachtar               | Sheriff Tiraspol |
| E      | Bayern Monaco    | Barcellona          | Benfica               | Dinamo Kiev      |
| F      | Villarreal       | Manchester Utd      | Atalanta              | Young Boys       |
| G      | Lilla            | Siviglia            | Salisburgo            | Wolfsburg        |
| H      | Chelsea          | Juventus            | Zenit San Pietroburgo | Malmö FF         |

## Risultati

### Gruppo A
| Squadra             | Pt | G | V | N | P | GF | GS | DG  |
| ------------------- | -- | - | - | - | - | -- | -- | --- |
| Manchester City     | 12 | 6 | 4 | 0 | 2 | 18 | 10 | +8  |
| Paris Saint-Germain | 11 | 6 | 3 | 2 | 1 | 13 | 8  | +5  |
| RB Lipsia           | 7  | 6 | 2 | 1 | 3 | 15 | 14 | +1  |
| Club Bruges         | 4  | 6 | 1 | 1 | 4 | 6  | 20 | -14 |

| Arbitro: | Serdar Gözübüyük |

|                                                                                   |           |                      |
| Aké 16’ Mukiele 28’ (aut.) Mahrez 45+2’ (rig.) Grealish 56’ Cancelo 75’ Jesus 85’ | Marcatori | 42’, 51’, 73’ Nkunku |

| Arbitro: | Sandro Schärer |

|             |           |             |
| Vanaken 27’ | Marcatori | 15’ Herrera |

| Arbitro: | Slavko Vinčić |

|           |           |                      |
| Nkunku 5’ | Marcatori | 22’ Vanaken 40’ Rits |

| Arbitro: | Carlos del Cerro Grande |

|                    |           |  |
| Gueye 8’ Messi 74’ | Marcatori |  |

| Arbitro: | István Kovács |

|             |           |                                                          |
| Vanaken 81’ | Marcatori | 30’ Cancelo 43’ (rig.), 84’ Mahrez 53’ Walker 67’ Palmer |

| Arbitro: | Marco Guida |

|                                 |           |                             |
| Mbappé 9’ Messi 67’, 74’ (rig.) | Marcatori | 28’ André Silva 57’ Mukiele |

| Arbitro: | Andreas Ekberg |

|                                   |           |                    |
| Nkunku 8’ Szoboszlai 90+2’ (rig.) | Marcatori | 21’, 39’ Wijnaldum |

| Arbitro: | Antonio Mateu Lahoz |

|                                               |           |                   |
| Foden 15’ Mahrez 54’ Sterling 72’ Jesus 90+2’ | Marcatori | 17’ (aut.) Stones |

| Arbitro: | Daniele Orsato |

|                        |           |            |
| Sterling 63’ Jesus 76’ | Marcatori | 50’ Mbappé |

| Arbitro: | Davide Massa |

|  |           |                                                              |
|  | Marcatori | 12’, 90+3’ Nkunku 17’ (rig.), 45+1’ Forsberg 26’ André Silva |

| Arbitro: | Sandro Schärer |

|                                |           |            |
| Szoboszlai 24’ André Silva 71’ | Marcatori | 76’ Mahrez |

| Arbitro: | Jesús Gil Manzano |

|                                     |           |          |
| Mbappé 2’, 7’ Messi 38’, 76’ (rig.) | Marcatori | 68’ Rits |

### Gruppo B
| Squadra         | Pt | G | V | N | P | GF | GS | DG  |
| --------------- | -- | - | - | - | - | -- | -- | --- |
| Liverpool       | 18 | 6 | 6 | 0 | 0 | 17 | 6  | +11 |
| Atlético Madrid | 7  | 6 | 2 | 1 | 3 | 7  | 8  | -1  |
| Porto           | 5  | 6 | 1 | 2 | 3 | 4  | 11 | -7  |
| Milan           | 4  | 6 | 1 | 1 | 4 | 6  | 9  | -3  |

| Arbitro: | Szymon Marciniak |

|                                          |           |                    |
| Tomori 9’ (aut.) Salah 49’ Henderson 69’ | Marcatori | 42’ Rebić 44’ Díaz |

| Madrid 15 settembre 2021, ore 21:00 CEST 1ª giornata | Atlético Madrid | 0 – 0 referto | Porto | Stadio Wanda Metropolitano (40 098 spett.)\| Arbitro: \| Ovidiu Hațegan \| |
| Arbitro:                                             | Ovidiu Hațegan  |               |       |                                                                            |

| Arbitro: | Cüneyt Çakır |

|          |           |                                   |
| Leão 20’ | Marcatori | 84’ Griezmann 90+7’ (rig.) Suárez |

| Arbitro: | Sergej Karasëv |

|            |           |                                          |
| Taremi 75’ | Marcatori | 18’, 60’ Salah 45’ Mané 77’, 81’ Firmino |

| Arbitro: | Daniel Siebert |

|                    |           |                                |
| Griezmann 20’, 34’ | Marcatori | 8’, 78’ (rig.) Salah 13’ Keïta |

| Arbitro: | Felix Brych |

|          |           |  |
| Díaz 65’ | Marcatori |  |

| Arbitro: | Clément Turpin |

|                   |           |         |
| Mbemba 61’ (aut.) | Marcatori | 6’ Díaz |

| Arbitro: | Danny Makkelie |

|                   |           |  |
| Jota 13’ Mané 21’ | Marcatori |  |

| Arbitro: | Felix Zwayer |

|                      |           |  |
| Thiago 52’ Salah 70’ | Marcatori |  |

| Arbitro: | Slavko Vinčić |

|  |           |             |
|  | Marcatori | 87’ Messias |

| Arbitro: | Clément Turpin |

|                       |           |                                        |
| Oliveira 90+6’ (rig.) | Marcatori | 56’ Griezmann 90’ Correa 90+2’ De Paul |

| Arbitro: | Danny Makkelie |

|            |           |                     |
| Tomori 29’ | Marcatori | 36’ Salah 55’ Origi |

### Gruppo C
| Squadra           | Pt | G | V | N | P | GF | GS | DG  |
| ----------------- | -- | - | - | - | - | -- | -- | --- |
| Ajax              | 18 | 6 | 6 | 0 | 0 | 20 | 5  | +15 |
| Sporting Lisbona  | 9  | 6 | 3 | 0 | 3 | 14 | 12 | +2  |
| Borussia Dortmund | 9  | 6 | 3 | 0 | 3 | 10 | 11 | -1  |
| Beşiktaş          | 0  | 6 | 0 | 0 | 6 | 3  | 19 | -16 |

| Arbitro: | Antonio Mateu Lahoz |

|               |           |                             |
| Montero 90+4’ | Marcatori | 20’ Bellingham 45+3’ Håland |

| Arbitro: | José María Sánchez Martínez |

|              |           |                                      |
| Paulinho 33’ | Marcatori | 2’, 9’, 51’, 63’ Haller 39’ Berghuis |

| Arbitro: | Benoît Bastien |

|                         |           |  |
| Berghuis 17’ Haller 43’ | Marcatori |  |

| Arbitro: | Srđan Jovanović |

|           |           |  |
| Malen 37’ | Marcatori |  |

| Arbitro: | Slavko Vinčić |

|           |           |                                                 |
| Larin 24’ | Marcatori | 15’, 27’ Coates 44’ (rig.) Sarabia 89’ Paulinho |

| Arbitro: | Jesús Gil Manzano |

|                                                 |           |  |
| Reus 11’ (aut.) Blind 25’ Antony 57’ Haller 72’ | Marcatori |  |

| Arbitro: | Michael Oliver |

|                 |           |                                     |
| Reus 37’ (rig.) | Marcatori | 72’ Tadić 83’ Haller 90+3’ Klaassen |

| Arbitro: | Sergej Karasëv |

|                                                    |           |  |
| Gonçalves 31’ (rig.), 38’ Paulinho 41’ Sarabia 56’ | Marcatori |  |

| Arbitro: | Irfan Peljto |

|                    |           |                 |
| Ghezzal 22’ (rig.) | Marcatori | 54’, 69’ Haller |

| Arbitro: | Carlos del Cerro Grande |

|                              |           |             |
| Gonçalves 30’, 39’ Porro 81’ | Marcatori | 90+3’ Malen |

| Arbitro: | Davide Massa |

|                                                    |           |                       |
| Haller 8’ (rig.) Antony 42’ Neres 58’ Berghuis 62’ | Marcatori | 22’ Santos 78’ Tabata |

| Arbitro: | François Letexier |

|                                                   |           |  |
| Malen 29’ Reus 45+2’ (rig.), 53’ Haaland 68’, 81’ | Marcatori |  |

### Gruppo D
| Squadra          | Pt | G | V | N | P | GF | GS | DG  |
| ---------------- | -- | - | - | - | - | -- | -- | --- |
| Real Madrid      | 15 | 6 | 5 | 0 | 1 | 14 | 3  | +11 |
| Inter            | 10 | 6 | 3 | 1 | 2 | 8  | 5  | +3  |
| Sheriff Tiraspol | 7  | 6 | 2 | 1 | 3 | 7  | 11 | -4  |
| Šachtar          | 2  | 6 | 0 | 2 | 4 | 2  | 12 | -10 |

| Arbitro: | Deniz Aytekin |

|                        |           |  |
| Traoré 16’ Yansane 62’ | Marcatori |  |

| Arbitro: | Daniel Siebert |

|  |           |             |
|  | Marcatori | 89’ Rodrygo |

| Kiev 28 settembre 2021, ore 18:45 CEST 2ª giornata | Šachtar       | 0 – 0 referto | Inter | Stadio Olimpico (26 170 spett.)\| Arbitro: \| István Kovács \| |
| Arbitro:                                           | István Kovács |               |       |                                                                |

| Arbitro: | Lawrence Visser |

|                    |           |                           |
| Benzema 65’ (rig.) | Marcatori | 25’ Yaxshiboyev 90’ Thill |

| Arbitro: | Srđan Jovanović |

|  |           |                                                                |
|  | Marcatori | 37’ (aut.) Kryvcov 51’, 56’ Vinícius 65’ Rodrygo 90+1’ Benzema |

| Arbitro: | Danny Makkelie |

|                                 |           |           |
| Džeko 34’ Vidal 58’ de Vrij 67’ | Marcatori | 52’ Thill |

| Arbitro: | Benoît Bastien |

|                  |           |              |
| Benzema 14’, 61’ | Marcatori | 39’ Fernando |

| Arbitro: | Felix Zwayer |

|              |           |                                       |
| Traoré 90+2’ | Marcatori | 54’ Brozović 66’ Škriniar 82’ Sánchez |

| Arbitro: | Ovidiu Hațegan |

|                |           |  |
| Džeko 61’, 67’ | Marcatori |  |

| Arbitro: | Szymon Marciniak |

|  |           |                                   |
|  | Marcatori | 30’ Alaba 45+1’ Kroos 55’ Benzema |

| Arbitro: | Donatas Rumšas |

|              |           |               |
| Fernando 42’ | Marcatori | 90+3’ Nikolov |

| Arbitro: | Felix Brych |

|                       |           |  |
| Kroos 17’ Asensio 79’ | Marcatori |  |

### Gruppo E
| Squadra       | Pt | G | V | N | P | GF | GS | DG  |
| ------------- | -- | - | - | - | - | -- | -- | --- |
| Bayern Monaco | 18 | 6 | 6 | 0 | 0 | 22 | 3  | +19 |
| Benfica       | 8  | 6 | 2 | 2 | 2 | 7  | 9  | -2  |
| Barcellona    | 7  | 6 | 2 | 1 | 3 | 2  | 9  | -7  |
| Dinamo Kiev   | 1  | 6 | 0 | 1 | 5 | 1  | 11 | -10 |

| Arbitro: | Michael Oliver |

|  |           |                                 |
|  | Marcatori | 34’ Müller 56’, 85’ Lewandowski |

| Kiev 14 settembre 2021, ore 21:00 CEST 1ª giornata | Dinamo Kiev    | 0 – 0 referto | Benfica | Stadio Olimpico (21 657 spett.)\| Arbitro: \| Anthony Taylor \| |
| Arbitro:                                           | Anthony Taylor |               |         |                                                                 |

| Arbitro: | Daniele Orsato |

|                                     |           |  |
| Núñez 3’, 79’ (rig.) Rafa Silva 69’ | Marcatori |  |

| Arbitro: | Marco Guida |

|                                                                   |           |  |
| Lewandowski 12’ (rig.), 27’ Gnabry 68’ Sané 74’ Choupo-Moting 87’ | Marcatori |  |

| Arbitro: | Clément Turpin |

|           |           |  |
| Piqué 36’ | Marcatori |  |

| Arbitro: | Ovidiu Hațegan |

|  |           |                                                  |
|  | Marcatori | 70’, 84’ Sané 80’ (aut.) Everton 82’ Lewandowski |

| Arbitro: | Szymon Marciniak |

|                                               |           |                      |
| Lewandowski 26’, 61’, 84’ Gnabry 32’ Sané 49’ | Marcatori | 38’ Morato 74’ Núñez |

| Arbitro: | Ovidiu Hațegan |

|  |           |          |
|  | Marcatori | 70’ Fati |

| Arbitro: | Halil Umut Meler |

|            |           |                           |
| Harmaš 70’ | Marcatori | 14’ Lewandowski 42’ Coman |

| Barcellona 23 novembre 2021, ore 21:00 CET 5ª giornata | Barcellona     | 0 – 0 referto | Benfica | Camp Nou (49 572 spett.)\| Arbitro: \| Sergej Karasëv \| |
| Arbitro:                                               | Sergej Karasëv |               |         |                                                          |

| Arbitro: | Ovidiu Hațegan |

|                                 |           |  |
| Müller 34’ Sané 43’ Musiala 62’ | Marcatori |  |

| Arbitro: | Deniz Aytekin |

|                                  |           |  |
| Jaremčuk 16’ Gilberto Moraes 22’ | Marcatori |  |

### Gruppo F
| Squadra        | Pt | G | V | N | P | GF | GS | DG |
| -------------- | -- | - | - | - | - | -- | -- | -- |
| Manchester Utd | 11 | 6 | 3 | 2 | 1 | 11 | 8  | +3 |
| Villarreal     | 10 | 6 | 3 | 1 | 2 | 12 | 9  | +3 |
| Atalanta       | 6  | 6 | 1 | 3 | 2 | 12 | 13 | -1 |
| Young Boys     | 5  | 6 | 1 | 2 | 3 | 7  | 12 | -5 |

| Arbitro: | François Letexier |

|                               |           |             |
| Ngamaleu 66’ Siebatcheu 90+5’ | Marcatori | 13’ Ronaldo |

| Arbitro: | Clément Turpin |

|                              |           |                       |
| Trigueros 39’ Groeneveld 73’ | Marcatori | 6’ Freuler 83’ Gosens |

| Arbitro: | Felix Brych |

|             |           |  |
| Pessina 68’ | Marcatori |  |

| Arbitro: | Felix Zwayer |

|                          |           |             |
| Telles 60’ Ronaldo 90+5’ | Marcatori | 53’ Alcácer |

| Arbitro: | Szymon Marciniak |

|                                      |           |                         |
| Rashford 53’ Maguire 75’ Ronaldo 81’ | Marcatori | 15’ Pašalić 29’ Demiral |

| Arbitro: | Sergej Karasëv |

|          |           |                                                     |
| Elia 77’ | Marcatori | 6’ Pino 16’ G. Moreno 88’ A. Moreno 90+2’ Chukwueze |

| Arbitro: | Slavko Vinčić |

|                       |           |                      |
| Iličić 12’ Zapata 56’ | Marcatori | 45+1’, 90+1’ Ronaldo |

| Arbitro: | Serdar Gözübüyük |

|                           |           |  |
| Capoue 36’ Groeneveld 89’ | Marcatori |  |

| Arbitro: | Felix Brych |

|  |           |                        |
|  | Marcatori | 78’ Ronaldo 90’ Sancho |

| Arbitro: | Daniel Siebert |

|                                     |           |                                    |
| Siebatcheu 39’ Sierro 80’ Hefti 84’ | Marcatori | 10’ Zapata 51’ Palomino 88’ Muriel |

| Arbitro: | Benoît Bastien |

|              |           |            |
| Greenwood 9’ | Marcatori | 42’ Rieder |

| Arbitro: | Anthony Taylor |

|                             |           |                               |
| Malinovs'kyj 71’ Zapata 80’ | Marcatori | 3’, 51’ Groeneveld 42’ Capoue |

### Gruppo G
| Squadra    | Pt | G | V | N | P | GF | GS | DG |
| ---------- | -- | - | - | - | - | -- | -- | -- |
| Lilla      | 11 | 6 | 3 | 2 | 1 | 7  | 4  | +3 |
| Salisburgo | 10 | 6 | 3 | 1 | 2 | 8  | 6  | +2 |
| Siviglia   | 6  | 6 | 1 | 3 | 2 | 5  | 5  | 0  |
| Wolfsburg  | 5  | 6 | 1 | 2 | 3 | 5  | 10 | -5 |

| Arbitro: | Aljaksej Kul'bakoŭ |

|                    |           |                  |
| Rakitić 42’ (rig.) | Marcatori | 21’ (rig.) Sučić |

| Villeneuve-d'Ascq 14 settembre 2021, ore 21:00 CEST 1ª giornata | Lilla          | 0 – 0 referto | Wolfsburg | Stadio Pierre Mauroy (34 314 spett.)\| Arbitro: \| Danny Makkelie \| |
| Arbitro:                                                        | Danny Makkelie |               |           |                                                                      |

| Arbitro: | Halil Umut Meler |

|                                |           |            |
| Adeyemi 35’ (rig.), 53’ (rig.) | Marcatori | 62’ Yılmaz |

| Arbitro: | Georgi Kabakov |

|             |           |                    |
| Steffen 48’ | Marcatori | 87’ (rig.) Rakitić |

| Arbitro: | Daniele Orsato |

|                           |           |            |
| Adeyemi 3’ Okafor 7’, 65’ | Marcatori | 15’ Nmecha |

| Villeneuve-d'Ascq 20 ottobre 2021, ore 21:00 CEST 3ª giornata | Lilla          | 0 – 0 referto | Siviglia | Stadio Pierre Mauroy (34 362 spett.)\| Arbitro: \| Michael Oliver \| |
| Arbitro:                                                      | Michael Oliver |               |          |                                                                      |

| Arbitro: | Artur Soares Dias |

|                    |           |           |
| Baku 3’ Nmecha 60’ | Marcatori | 30’ Wöber |

| Arbitro: | István Kovács |

|             |           |                            |
| Ocampos 15’ | Marcatori | 43’ (rig.) David 51’ Ikoné |

| Arbitro: | Cüneyt Çakır |

|                      |           |  |
| Jordán 12’ Mir 90+7’ | Marcatori |  |

| Arbitro: | Anthony Taylor |

|           |           |  |
| David 31’ | Marcatori |  |

| Arbitro: | Daniele Orsato |

|             |           |                                |
| Steffen 89’ | Marcatori | 11’ Yılmaz 72’ David 78’ Gomes |

| Arbitro: | Slavko Vinčić |

|            |           |  |
| Okafor 50’ | Marcatori |  |

### Gruppo H
| Squadra               | Pt | G | V | N | P | GF | GS | DG  |
| --------------------- | -- | - | - | - | - | -- | -- | --- |
| Juventus              | 15 | 6 | 5 | 0 | 1 | 10 | 6  | +4  |
| Chelsea               | 13 | 6 | 4 | 1 | 1 | 13 | 4  | +9  |
| Zenit San Pietroburgo | 5  | 6 | 1 | 2 | 3 | 10 | 10 | 0   |
| Malmö FF              | 1  | 6 | 0 | 1 | 5 | 1  | 14 | -13 |

| Arbitro: | Bartosz Frankowski |

|            |           |  |
| Lukaku 69’ | Marcatori |  |

| Arbitro: | Artur Soares Dias |

|  |           |                                                |
|  | Marcatori | 23’ Alex Sandro 45’ (rig.) Dybala 45+1’ Morata |

| Arbitro: | Anastasios Sidīropoulos |

|                                                    |           |  |
| Claudinho 9’ Kuzjaev 49’ Sutormin 80’ Wendel 90+4’ | Marcatori |  |

| Arbitro: | Jesús Gil Manzano |

|            |           |  |
| Chiesa 46’ | Marcatori |  |

| Arbitro: | Sandro Schärer |

|  |           |                |
|  | Marcatori | 86’ Kulusevski |

| Arbitro: | François Letexier |

|                                                            |           |  |
| Christensen 9’ Jorginho 21’ (rig.), 57’ (rig.) Havertz 48’ | Marcatori |  |

| Arbitro: | Felix Brych |

|  |           |            |
|  | Marcatori | 56’ Ziyech |

| Arbitro: | Alejandro Hernández Hernández |

|                                              |           |                                 |
| Dybala 11’, 58’ (rig.) Chiesa 73’ Morata 82’ | Marcatori | 26’ (aut.) Bonucci 90+2’ Azmoun |

| Arbitro: | Srđan Jovanović |

|                                                     |           |  |
| Chalobah 25’ James 55’ Hudson-Odoi 58’ Werner 90+5’ | Marcatori |  |

| Arbitro: | Andris Treimanis |

|           |           |                        |
| Rieks 28’ | Marcatori | 90+2’ (rig.) Rakyc'kyj |

| Arbitro: | Serdar Gözübüyük |

|                                       |           |                           |
| Claudinho 38’ Azmoun 41’ Ozdoev 90+4’ | Marcatori | 2’, 85’ Werner 62’ Lukaku |

| Arbitro: | Irfan Peljto |

|          |           |  |
| Kean 18’ | Marcatori |  |